# Knud Holmboe

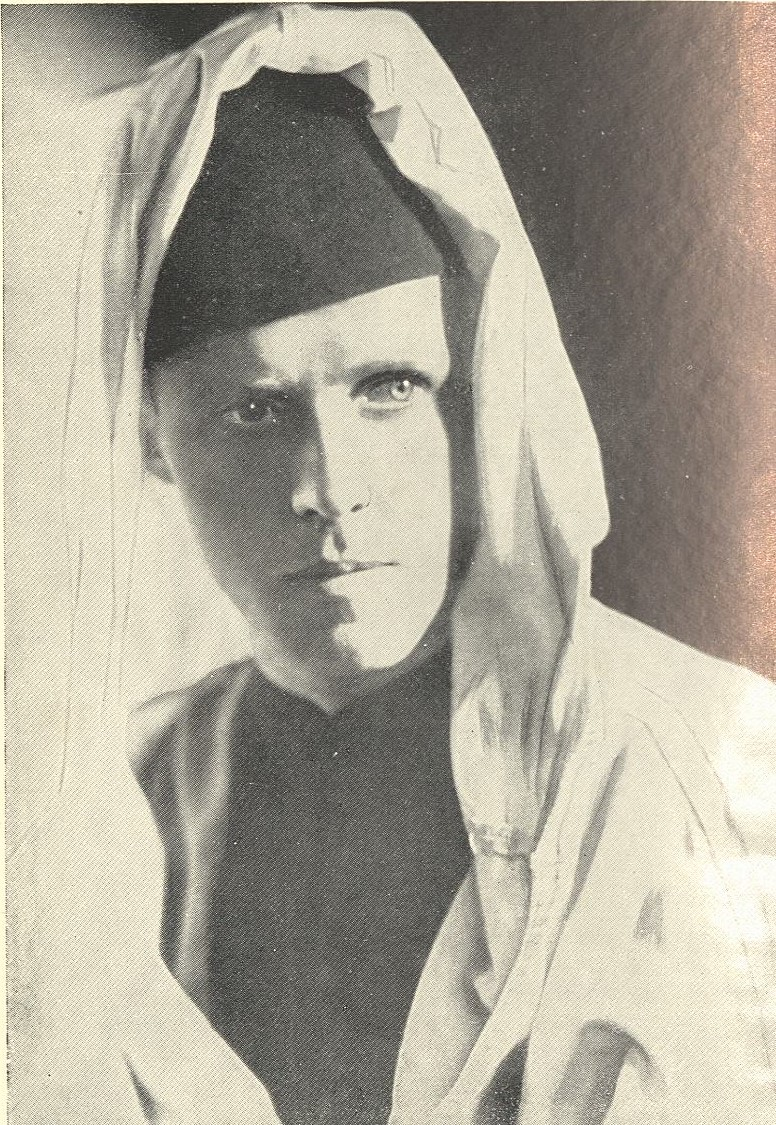
Porträt in seinem Buch Ørkenen Brænder, 1931

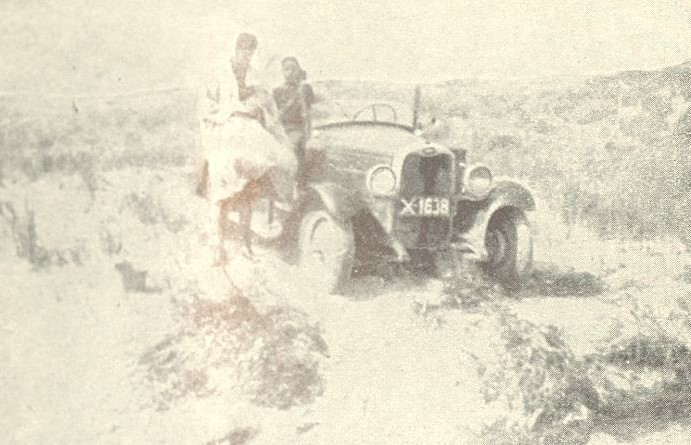
In der Wüste (1930)

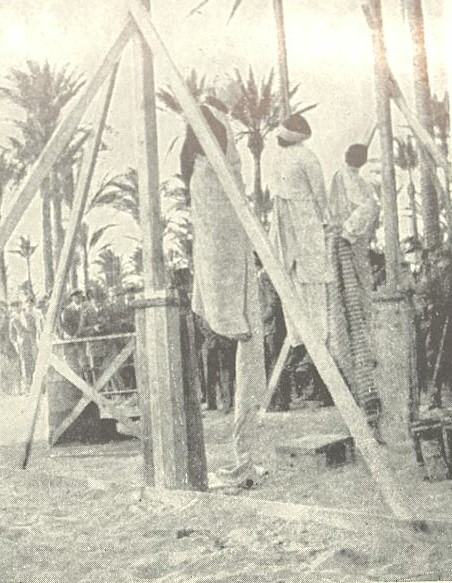
Die italienische Kolonialmacht in Bengasi hängt die Widerständler öffentlich (1930)

Knud Valdemar Gylding Holmboe (geboren 22. April 1902 in Horsens; gestorben 13. Oktober 1931 in Akaba, Transjordanien) war ein dänischer Journalist.

## Leben
Knud Holmboe wuchs in einer wohlhabenden dänischen Kaufmannsfamilie auf.
Sein jüngerer Bruder Vagn Holmboe (1909–1996) wurde Komponist. Er interessierte sich als Jugendlicher für philosophische und religiöse Fragen und besuchte 1920 das Kloster Clerf in Luxemburg, im Folgejahr konvertierte er zum Katholizismus. Holmboe absolvierte eine Ausbildung zum Journalisten und schrieb für dänische Lokalzeitungen, die schwedische Zeitung Dagens Nyheter veröffentlichte 1920 seine Reportage über eine Familie von Samen im äußersten Norden Norwegens.
Auf der weiteren religiösen Suche machte er 1924 eine Reise nach Marokko. 1925 unternahm er eine Reise durch den Nahen Osten bis an den Persischen Golf. 1927 reiste er nach Albanien. Dort beeindruckte ihn die Gewaltherrschaft der italienischen Faschisten. Ein von ihm aufgenommenes Foto von der Hängung eines widerständigen katholischen Priesters wurde von der internationalen Presse gedruckt. 1928 zog er mit Frau und Kind nach Marokko und nahm den Namen Ali Ahmed el Gheseiri an. 1929 konvertierte er zum Islam. Seine Frau trennte sich von ihm und kehrte 1930 nach Dänemark zurück, derweil Holmboe mit einem Chevrolet eine Autotour durch Nordafrika machte, die ihn in Besiedlungen abseits der Piste führte. In der italienischen Kolonie Libyen wurde er Zeuge der Gewaltherrschaft der Kolonialmacht. Die Italiener nahmen ihn in Darna fest und verwiesen ihn des Landes. Nach einer Intervention der Italiener beim britischen Geschäftsträger in Ägypten wurde er auch in Kairo festgenommen und nach einem Monat Haft des Landes verwiesen. Zurück in Dänemark stellte er das Buch Ørkenen Brænder (Die Wüste brennt) über seine Reise zusammen, das mit eigenen Fotografien ausgestattet 1931 in Kopenhagen erschien.
Im Mai 1931 ging er auf die Haddsch nach Mekka. Nachdem er die Kameltour von Amman nach Akaba hinter sich gebracht hatte, musste er auf ein Einreisevisum für Saudi-Arabien warten. In Akaba wurde er unter ungeklärten Umständen umgebracht, wahrscheinlich von lokalen Straßenräubern, möglicherweise von Killern, die im Auftrag des faschistischen Regimes Italiens handelten.

## Schriften (Auswahl)

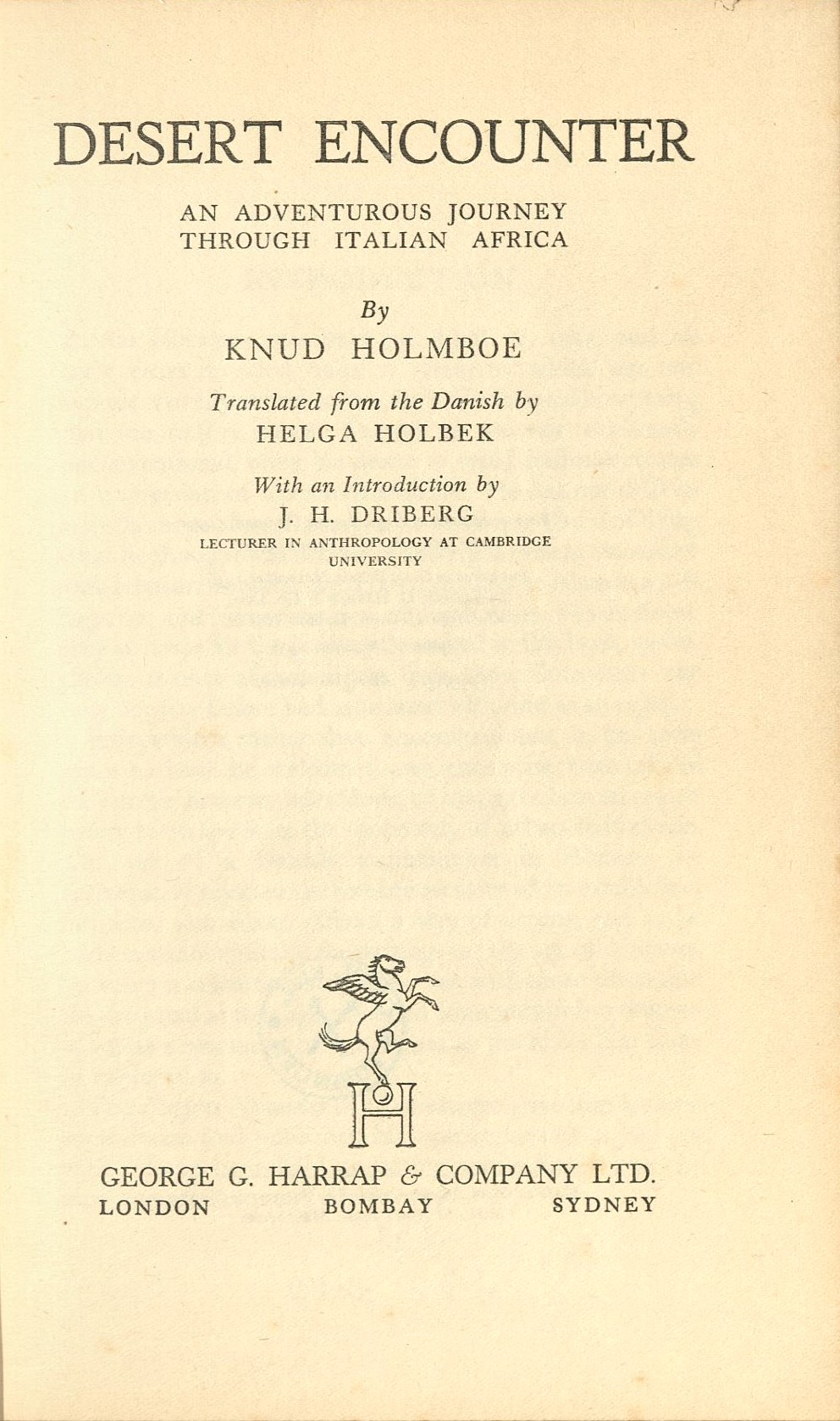
Englische Übersetzung 1936

- Between the devil and the deep sea; a dash by plane to seething Morocco. Übersetzung Phyllis A. Paterson. Kopenhagen, Chicago : "Klinte" Publishers, 1924
- Digte. Illustrationen Kjeld K. Kierkegaard. Horsens, 1925
- Ørkenen Brænder : Oplevelser blandt Saharas og Libyens Beduiner. Kopenhagen, 1931
  - Öknen brinner. Upplevelser bland Saharas och Libyens beduiner. Übersetzung ins Schwedische Hugo Hultenberg. Stockholm: Udgivelsesår, 1932
  - Desert encounter : an adventurous journey through Italian Africa. Übersetzung Helga Holbek[1]. Vorwort J. H. Driberg. London : George G. Harrap, 1936